# 通訊衛星

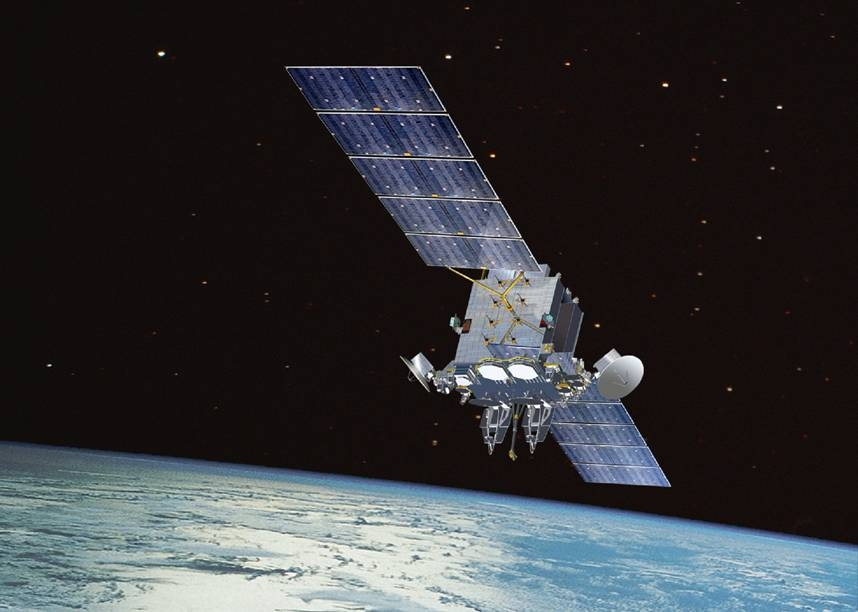
先进极高频通信卫星，为美国及其盟国提供安全的通信

通訊卫星（英語：Communications Satellite，简称「CS」）是一种通过中繼器来传递和放大无线电通信信号的卫星，它建立了地面上发射站与接收站之间的信息通道。通信卫星可用于电视、电话、广播、网络和军事领域。地球轨道上有2,000多颗通信卫星，它们由私人和政府机构使用。
无线电通信使用电磁波来传递信号，这些波是直线传播的，因此它们会被地球的弯曲表面挡住。通信卫星的目的是,通过传递地球表面的信号来实现地面远距离的通信。通信卫星使用的无线电和微波的频带较宽。为避免信号干扰，国际组织制定了监管规则来分配各个组织可以使用的频率范围或“频带”。这样的分配降低了信号干扰的风险 。
卫星轨道离地很高，天线波束能覆盖地球广大面积，且电波传播不受地形限制，能实现地面远距离通讯。卫星装有由接收和发射设备组成的转发器，将收到的信号经放大、移频后发射给地面；轨道高度和倾角可有多种，但常用的是对地静止轨道；如果用3-4颗对地静止轨道上的通讯卫星组网，可以实现全球实时通讯；这种卫星除了具有人造卫星一般的分系统设备外，还装有通讯转发器、对地姿态稳定控制、对地定向天线、卫星位置保持等分系统设备。

通訊衛星是為了補足海底電纜通信的不足，通常用於移动通信。例如船隻或飛機等遠離陸地的交通工具，無法使用有線通訊時，便需要通訊衛星。

## 历史
今天的卫星通信可以一直追溯到亚瑟·C·克拉克于1945年2月写给《无线世界》杂志编辑的一封信中。1945年10月，克拉克在《无线世界》发表了题为Extra-Terrestrial Relays – Can Rocket Stations Give Worldwide Radio Coverage的文章，进一步充实了卫星通信的理论。几十年后，美国海军进行了一个名为“月球中继通信”的计划。该计划使用月球作为天然的通信卫星，旨在提供一种安全可靠的无线电通信。
世界上第一颗人造地球卫星是苏联的史普尼克1號号，该卫星于1957年10月4日发射入轨。它装载了星上无线电发射器，该发射器的工作频率为20.005 MHz和40.002 MHz。Sputnik 1号的成功发射，迈出了太空探索的第一步。虽然它在太空中不是用来传递地球上两点之间的信号的，但它确实是现代卫星通信的开端。
第一颗专门用于全球通信的人造卫星是美国的Echo 1号。它是世界上第一颗能够传递地面上不同点之间信号的人造通信卫星。Echo 1号于1960年8月12日发射，随后上升到了距离地面1,600 km的高度，但它使用的是人类最古老的飞行方式——气球。美国航空航天局（NASA）发射的Echo 1号是一个表面镀PET膜的气球，直径约为30米，其表面可以作为无源反射器用于无线电通信。正如它的非正式名称“气球卫星”(satelloon)那样，Echo 1号是世界上第一颗充气卫星，它奠定了现代卫星通信的基础。卫星通信的原理很简单：发送数据到太空中，然后再把这些数据送回地面上的另一点。Echo1号就像一面有10层楼高的巨大镜子，把发送到太空中的数据反射到地球上的另一点，以此来实现卫星通信。
美国第一颗进行中继通信的卫星是1958年发射的SCORE卫星，它使用磁带录音机来存储并转发声音信号。该卫星曾向世界发送了美国总统艾森豪威尔的圣诞贺词 。Philco 公司建造的Courier 1B，是世界上第一颗有源中继卫星，于1960年发射升空。
通信卫星的种类主要有两种，无源和有源的。无源通信卫星只是把来自发射站的信号反射到接收器的方向。对于无源卫星，其反射的信号没有经过卫星的增强，因此只有少部分的信号能量到达了接收器。卫星距离地球表面很远，由空间路径损耗(freepath lost)导致的无线电信号衰减十分严重，因此接收器接收到的信号实际上相当微弱。相反的，有源卫星在转发其收到的信号前会对信号进行放大处理 或者改变频率。世界上第一颗通信卫星就是无源卫星，但是现在已经很少使用这种卫星了。Telstar是世界上第二颗有源中继卫星，该卫星由AT&T公司所有，作为AT&T、贝尔实验室、美国航空航天局、英国邮政总局和法国电信（邮政）共同签署的发展通信卫星的国际协议的一部分。美国航空航天局（NASA）于1962年7月10日在卡纳维拉尔角发射了Telstar卫星，这也是世界上第一次私人赞助的航天发射。1962年12月13日，美国发射了Relay 1号，它在1963年11月22日成为了世界上第一颗横跨太平洋进行广播的卫星。
地球静止卫星的前身是休斯公司于1963年7月26日发射的卫星Syncom 2。Syncom 2是第一颗位于地球同步轨道的通信卫星。Syncom 2每天以恒速绕地球一周，但由于它相对地面还有南北运动，所以需要特殊的设备来跟踪它的运动。Syncom 3是Syncom 2的升级版，是世界上第一颗静止轨道通信卫星。它运行在一条没有南北运动的地球同步轨道上，因此从地面远看去它在天空中静止不动。
从美国的火星探测漫游者计划开始，火星表面的巡视器使用火星轨道飞行器来作为通信卫星，把巡视器的信号发送给地球。使用轨道器来进行信号中继是为了节省巡视器的能量消耗。轨道器有太阳电池板阵列、较大的天线和很强的转发器，相对于巡视器直接从火星表面发送信号到地球来说，轨道器的这些设备使得其向地球发送的信号更强也更清晰。
1974年7月，苏联发射了一颗閃電型通訊衛星，为苏联第一颗静止轨道同步通信卫星。1976年10月26日，苏联发射了全世界第一颗入户直播通讯卫星Ekran。
1983年2月4日日本在種子島宇宙中心用N-II運載火箭发射了第一颗静止轨道同步通信卫星CS-2a。
1984年4月8日19点20分02秒，在西昌卫星发射中心长征三号火箭搭载“东方红二号”试验通信卫星发射入轨成功。这是中国第一颗静止轨道同步通信卫星。
1984年8月4日在法属圭亚那库鲁航天中心法国用阿丽亚娜3号运载火箭发射了第一颗静止轨道同步通信卫星电信1A（Télécom 1A）。卫星发射重量1185kg，入轨重量695kg，其中通信设备占140kg。主承包商为马特拉公司。

## 卫星轨道
通信卫星的轨道通常有三种基本类型，但为了进一步确定轨道的细节，还需要借助其他的轨道分类方法。      
- 地球静止轨道(GEO)，距离地球表面35,786公里。GEO轨道有一个特点，当观测者从地面观察该轨道上的卫星时，卫星的视位置不会发生变化，看上去像是在天空中固定不动的。这是因为静止轨道卫星的轨道周期和地球自转周期正好一致。该轨道的优点是，地面站的天线可以固定地朝向卫星所在的位置，而不必转动天线来跟踪卫星。
- 中地球轨道(MEO)，距离地球表面较近，轨道高度为2,000公里到35,786公里。
- 低地球轨道(LEO)，低于中地球轨道，距地面表面大约160到2,000公里。

中轨道卫星和低轨道卫星绕地球的速度比地球自转更快，因此从地球上来看，它们并不是像静止轨道卫星那样在天空中固定不动，而是会划过天空并在天际“落”下去。如果使用低轨道卫星来提供持续的通信，那就需要大量的卫星，这样才能保证任何时候都至少有一颗卫星在天空中来传递通讯信号。但是低轨通信卫星也有其优点，即这些卫星距离地面更近，它们与地球的通信信号也更强一些。      

### 近地轨道卫星

图中蓝绿色为近地轨道

典型的近地轨道(LEO)是一个位于地球表面数百公里之上的圆或椭圆，其轨道周期（绕地球一周所用的时间）约为90分钟左右。
由于近地轨道卫星的高度很低，它们仅仅在其星下点周围1,000（620英里）的范围内可见。另外，近地轨道卫星与地面的相对位置变化的很快。所以，即便是使用近地卫星进行区域通信，也需要大量的卫星，这样才能保证不间断通信。
相对于静止轨道卫星来说，发射近地轨道卫星的成本要更低一些。而且，由于近地卫星很接近地面，通信需要的信号强度可以低一些（信号强度与距离信号源的距离的平方成反比，w=k/(4*pi*r^2)）。因此，需要在卫星数量和卫星成本之间权衡利弊。

### 卫星星座
一组协同工作的卫星被称作卫星星座。铱星(Iridium)系统和全球星(Globalstar)系统就是两个提供卫星电话服务的卫星星座，它们主要用于偏远地区。其中，铱星系统由66颗卫星组成。
另外，还有一种方法能使用低轨卫星提供不间断通信，卫星在通过某一区域时，把接收到的信号存储起来，等到其通过另一区域时，再把这些信号发送出去。加拿大CASSIOPE卫星的级联系统就是按这种方式工作的。另外，美国的Orbcomm卫星也是使用这种先存储再发送的方式来进行卫星通信。

### 中地球轨道
中地球轨道(MEO)位于地球表面之上2,000到35,786公里，其作用和近地轨道很相似。在一个轨道周期内，中地球轨道的可见时间比近地轨道的更多一些，通常为2到8小时左右。中地球轨道的覆盖范围也比近地轨道要大一些，这意味着使用中地球轨道进行通信所需要的卫星数量可以比近地卫星少一些。中地球轨道的轨道高度比近地卫星更高，所以其通信延迟也更长，而且信号也更微弱一些。虽然这些效应没有静止轨道卫星那么严重，但是也限制了中地球轨道的使用。
与近地轨道卫星类似，中轨道卫星于地球表面的距离也是在不断变化的。典型的中地球轨道距离地球表面约为16,000公里。在不同的轨道模式下，中轨道卫星绕地球一周的时间为2-12小时，相对于近地卫星，这样能提供更宽的覆盖区域。        

#### 范例
1962年，第一颗通信卫星Telstar发射升空，该卫星就是一颗中地球轨道卫星，设计这颗卫星是为了发展高速电话通信。该卫星第一次实现了超视距信号传输，但是人们很快意识到了其缺点。该卫星的轨道周期为2.5小时，与地球自转周期不一致，这不可能实现持续的通信。显而易见，使用中地球轨道进行不间断通信时，需要多颗卫星协同工作。

### 地球同步轨道

地球静止轨道

对于地球上的观测者来说，静止轨道卫星看起来是在天空固定不动的。这是因为静止轨道卫星绕地球转动的速度和地球自转速度相同。      
对于通信来说，静止轨道是很有用的，因为地面上的天线不需要转动就能始终对准卫星，这样的方式成本较低。      
一些应用需要大量的地面天线，比如DirecTV卫星直播，在这种情况下，地面设备节省出来的费用会超过把一颗卫星发射到静止轨道的代价。
静止轨道通信卫星的概念是由亚瑟·C·克拉克首先提出来的，这个概念实际上基于齐奥尔科夫斯基的理论和赫爾曼·波托奇尼克于1929年出版的著作Das Problem der Befahrung des Weltraums — der Raketen-motor。1945年，克拉克在英国的《无线世界》发表了一篇题为"Extraterrestrial Relays"的文章，这篇文章阐述了在静止轨道部署人造卫星进行无线电中继通信的基本构想。因此，人们经常认为克拉克首先发明了通信卫星，并且用“克拉克带”来描述静止轨道。        

#### 范例
- 世界上第一颗静止轨道通信卫星是Syncom 3（英语：Syncom 3），该卫星于1964年8月19日发射，并在1964年东京奥运会期间开始了跨太平洋电视转播。在Syncom 3发射后不久，休斯公司制造的Intelsat I（英语：Intelsat I）(绰号为“Early Bird”)于1965年4月6日发射升空，该卫星定点与西经28度，成为第一颗跨大西洋通信的静止轨道卫星。

- 1972年11月9日，加拿大的Telesat公司（英语：Telesat Canada）发射了Anik A1（英语：Anik A1），它是第一颗用于大洲通信的静止轨道卫星。美国的西联公司于1974年4月13日发射了一颗类似的卫星Westar 1。

- 世界上第一颗三轴稳定（英语：three-axis stabilized）的静止轨道通信卫星是NASA的ATS-6（英语：ATS-6），该卫星于1974年5月30日发射。

- 在Telstar和Westar 1发射之后，RCA Americom公司（后来改名为GE Americom，现在叫做SES）于1975年发射了Satcom 1（英语：Satcom 1）。这颗卫星促进了早期的有线电视频道的发展，如WTBS (现在的TBS Superstation（英语：TBS Superstation）)、HBO、CBN(现在的ABC Family频道)以及天气频道等，它们都使用Satcom 1卫星来向当地的有线电视前端播送节目。此外，这颗卫星也是美国第一颗用于广播电视组网的卫星，为ABC、NBC和CBS提供转发服务。Satcom 1有24路转发器，相比之下Westar 1只有12路，这不仅使得Satcom 1的通信能力更为出色，而且转发成本更低，所以Satcom1得到更广泛地应用。后来几十年发射的通信卫星甚至安装了更多的转发器。

到2000年，全球范围的通信网络已有了上百颗卫星，其中有近40%是由'休斯太空通信公司(现在的波音卫星研发中心)制造的。其他的一些卫星制造商主要包括Space Systems/Loral、轨道科学公司(该公司制造了STAR Bus系列卫星)、印度空间研究组织、洛克希德·马丁、诺斯洛普·格鲁门、阿尔卡特宇航公司、如今的泰雷兹·阿莱尼亚宇航公司以及阿斯特里姆公司。

### Molniya轨道
静止轨道卫星必须位于赤道上空，因此，当接收器的位置远离赤道时，卫星视线就会低于地平线。在高纬度地区，这会带来严重的问题，通信会受到影响并且会产生多路径干扰问题（信号在地面和天线之间来回反射）。      
在这种情况下，莫尼亚轨道是一个很有吸引力的选项。莫尼亚轨道的倾斜度很大，这保证了地面上一些特定的点对北半部分轨道的有合适的仰角（仰角是卫星的视线与当地水平面的夹角。因此，位于水平面上的卫星仰角为0度，位于头顶的卫星仰角为90度）。 
莫尼亚轨道的设计使得卫星大部分时间都运行在高纬度地区，在此期间其星下点的移动很缓慢。莫尼亚轨道的周期是半天，因此卫星每绕地球两圈，其在目标区域上空工作的时间会达到6到9小时。在这种情况下，三颗莫尼亚卫星组成的星座(加上在轨备份)就可以提供不间断的信号覆盖。
世界上第一颗莫尼亚卫星发射于1965年4月23日，该卫星被用来进行一项实验，测试莫斯科上行站和西伯利亚及远东地区下行站之间的电视信号，这些下行站所在地区包括诺里尔斯克，哈巴罗夫斯克，马加丹和符拉迪沃斯托克。1967年11月，苏联工程师们创建了一个基于莫尼亚轨道的卫星电视系统，该系统很独特，被称作Orbita系统。                

### 极地轨道
1994年，美国建立了NPOESS系统，以此来增强       美国国家航空航天局(NASA)和美国国家海洋和大气管理局(NOAA)的极轨卫星业务。NPOESS系统管理着多种用途的卫星，比如，气象卫星METSAT、欧洲气象组织的卫星EUMETSAT以及用于气象业务的METOP卫星。
这些轨道都是太阳同步轨道，意味着这些卫星每天在相同的当地时通过赤道。比如，NPOESS的民用卫星每天由南向北穿过赤道的时间有13:30、17:30和21:30。

## 构成
通信卫星通常有以下几个子系统构成：      
- 通信有效载荷，通常由转发器、天线和信息交换系统组成
- 推力器，将卫星送到预定轨道
- 位置保持和姿态稳定子系统，保证卫星在预定的轨道上，保证天线指向合适的方向，保证能源系统对准太阳。
- 电源子系统，给卫星提供电能，通常情况由太阳能帆板供电，日食期间由蓄电池供电
- 指挥控制子系统，保持卫星和地面测控站的正常通信。地面测控站监测卫星的性能并能在卫星生命周期内对其进行控制

一个卫星的通信带宽取决于该卫星安装的转发器数量，而卫星的每项服务（电视、语音、网络、无线电）都需要很多不同的传输带宽。

## 卫星系统的频率分配
卫星频率的分配是一个很复杂的过程，需要国际协调与共同规划。这个协调过程由国际电信联盟(ITU) （页面存档备份，存于）来主持。为了方便规划频率的分配，ITU把世界分成了3个区域：
- 1区：欧洲、非洲、前苏联和蒙古
- 2区：美洲、格陵兰岛
- 3区：亚洲(除1区内包含的地区)、澳大利亚和太平洋西南地区

在这些区域内部，频带被分配给了不同的卫星服务。在不同区域之间，同样的服务可能被分配到不同的频带。一些由卫星提供的服务有：
- 卫星固定通信业务
- 卫星直播业务
- 卫星移动通信业务
- 卫星无线电导航业务
- 卫星气象服务
- 卫星业余业务

## 应用

### 电话

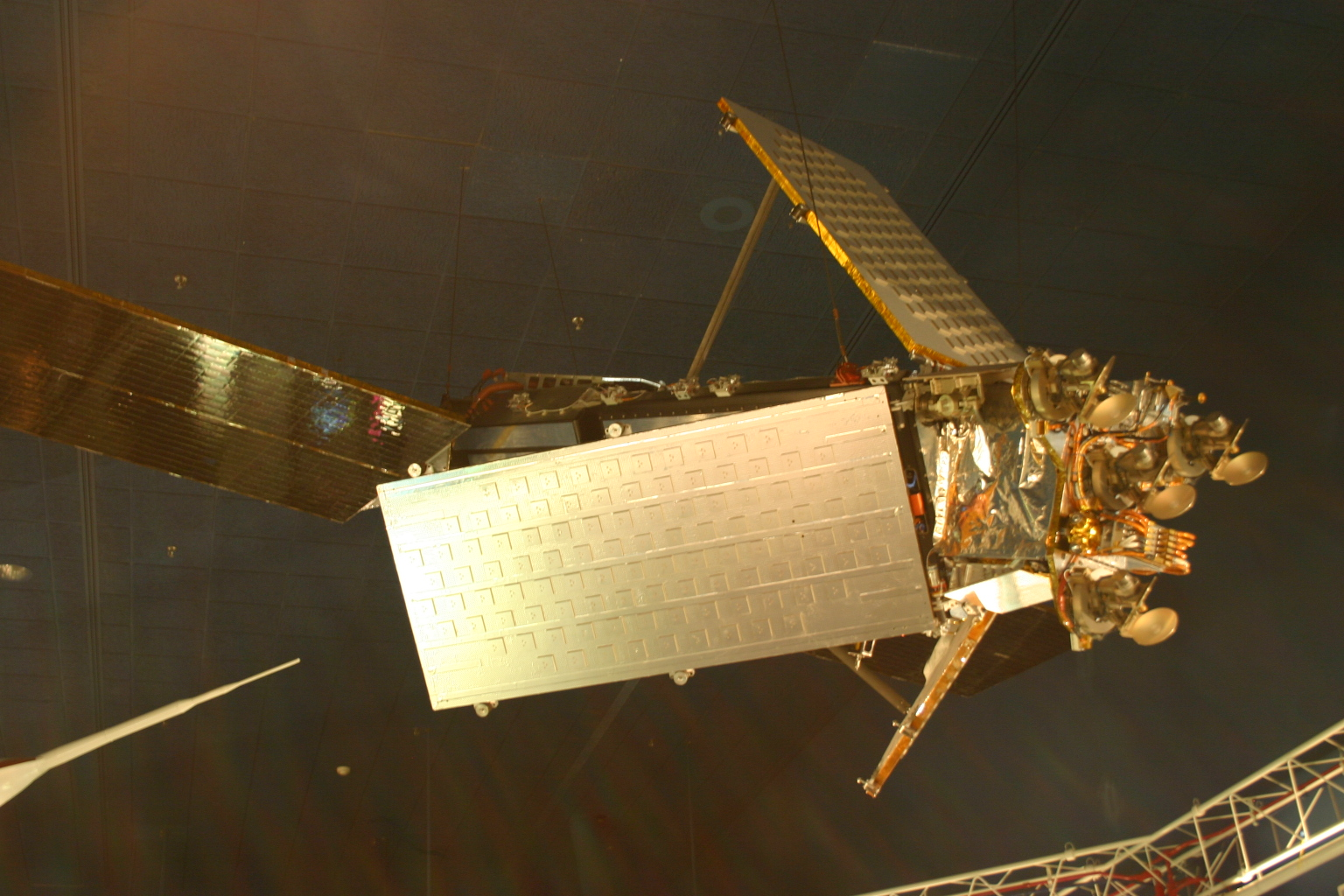
一顆銥衛星

对于通信卫星来说，最重要也最有历史意义的应用是远距离洲际电话服务。来自陆地的电话信号通过固定的公共电话交换网传递到通信地面站，再从这发送到地球静止轨道卫星上去。同样，下行信号的传播路径也是如此。20世纪后期，随着海底电缆的改进，人们越来越多地使用光纤通信，这也在一定程度上减少了使用固定地面站进行卫星通信的用户。
目前仍然有许多应用在使用卫星通信。一些遥远的岛屿如如阿森松岛、圣赫勒拿岛、迪戈加西亚和复活节岛等，这些地方没有海底电缆，所以需要卫星电话。也有一些地方很少有移动网络覆盖甚至没有，比如南美的大部分区域、非洲、加拿大、中国西部、俄罗斯和澳大利亚。卫星通信还为南极洲的边缘地区以及格陵兰岛提供了通信连接。其他的卫星电话用户包括海上钻井平台、医院、军事、娱乐、登山、探險隊與救難隊等。另外，海上的船舶，以及飞机也经常使用卫星电话。      
卫星电话系统的组成方式有很多种。在一个孤立地区通常有一个本地电话系统与其他地区的电话系统相连，也有一些服务把无线电信号加载到电话系统里面。在这种情况下，卫星电话系统几乎可以使用所有类型的卫星。还有一种方式是直接将卫星电话与静止卫星或近地卫星星座连接起来，这种情况下，通话信号被发送到通信港，通信港再把信号传递到公共电话交换网络。

### 电视
随着电视的市场逐步扩大，需要使用大带宽来将相对较少的信号传递给大量接收器，这个特点很适合使用地球同步轨道卫星来进行通信。在北美地区有两种类型的卫星提供广播电视服务：直播卫星(DBS)和地面站转发卫星(FSS)。      
在美国之外，直播卫星(DBS)和地面站转发卫星(FSS)的区别就不是那么明显了，尤其是在欧洲。在欧洲，大部分直播卫星的功率和北美的DBS卫星相同，但是其极化方式却和北美的FSS卫星相同。这种类型的卫星有Astra、Eutelsat和Hotbird卫星，它们运行在欧洲大陆的上空。由于这个原因，FSS和DBS这两个术语在北美使用得更频繁，但是在欧洲就很少使用了。
地面站转发卫星使用的频率为C波段和Ku波段。这些波段被用于提供或接收电视网络和地方电台的信号，比如辛迪加节目、现场直播和重播等。另外，这些波段也被用于远程教学、商业电视、视频会议以及一般的商业通信等。FSS卫星也可以把有线频道的信号传递给有线电视终端机。
一些免费的卫星电视频道通常也使用FSS卫星的Ku波段来发送信号。北美洲上空的卫星Intelsat Americas 5、Galaxy 10R 和 AMC 3就是使用Ku波段来播送大量的FTA频道节目。
直播卫星通常与较小的DBS卫星天线（直径通常为45到60厘米）进行通信。直播卫星的工作频率通常为Ku波段的上半段。DBS通信技术被用来进行家庭电视直播，比如美国的DirecTV 和 DISH Network、加拿大的Bell TV 和 Shaw Direct、英国、爱尔兰和新西兰的Freesat 和 Sky、还有南非的DSTV。      
相对于DBS卫星，FSS卫星的工作频率更高，功率较低，使用FSS卫星通信就需要更大的接收天线(Ku波段天线直径为1~1.5米，C波段天线直径为3.6米左右)。FSS卫星的转发器的输入输出采用线性极化的方式，而DBS卫星采用的是圆极化方式，但是这两种工作方式的区别很小，用户一般不会注意到。20世纪70年代末到90年代初，FSS卫星在美国被用于卫星电视直播业务，当时使用的是仅供电视接收的天线。
一些已发射升空的卫星的转发器工作在Ka波段，比如DirecTV的SPACEWAY-1卫星，以及Anik F2卫星。最近，美国宇航局(NASA)和印度空间研究组织(ISRO)也发射了搭载Ka频段信标的实验卫星。
一些生产商推出了一种特殊的天线，可用于直播卫星的移动接收。使用GPS技术，无论车辆在什么位置，无论车上的天线是如何安装的，其天线可以自动对准直播卫星。一些房车的车主们很喜欢使用这种移动卫星接收天线。捷蓝航空使用这种直播卫星接收天线来进行电视直播（直播服务由LiveTV提供，它是捷蓝航空的一家子公司），这样乘客在飞机上就能通过安装在座位上的LCD显示屏观看节目了。

### 广播
在一些国家，通信卫星还提供音频广播服务，特别是在美国。移动服务使得听众在旅行到不同地方时可以收听到同样的广播节目。
通信卫星提供的无线电广播或订阅广播采用的是数字信号，卫星广播的覆盖范围比地面电台的范围要大。      
到2004年，静止卫星电视的接受者开始能够获取移动卫星直播服务。该服务在美国出现时主要有两家相互竞争的供应商：Sirius公司和XM卫星广播公司。后来，这两家公司合并为SiriusXM集团。
卫星无线电服务通常由商业公司提供，主要为用户提供订阅服务。不同的服务采用的是特殊的信号，这需要专门的硬件来解码和播放。服务供应商通常传输很多不同的频道如新闻、天气、运动和音乐频道，其中音乐频道通常是无广告的。
在一些人口密度相对较大的地区，使用地面电台进行广播的成本要低一些。因此，在英国以及其他一些国家，当代无线电业务的重点是数字音频广播(DAB)和高清广播(HD Radio)，而不是卫星广播。

### 业余无线电
业余无线电卫星是被设计用来传输业余无线电信号的，业余无线电爱好者可以通过这种卫星进行无线电通信。大多数业余无线电卫星通过星载转发器来工作，操作者需要使用特高频(UHF)和甚高频(VHF)设备以及高定向天线，如八木天线或蝶形天线。由于发射成本的限制，现在大多数的业余无线电卫星被发射到较低的轨道，它们大多数只能进行短时间的通信。一些卫星还提供使用X.25协议或类似协议的数据转发服务。      

### 互联网接入
20世纪90年代以后，人们开始使用卫星通信技术来连接互联网宽带。对于一些偏远地区用户、无法接入宽带的用户或者需要高可用性的用户来说，这项技术是十分有用的。2010年代起，許多航空公司在其客機提供旅客连接互联网的服務，即利用通訊衛星轉發訊號。

### 军事
通信卫星也可被用于军事应用，比如全球指挥控制系统。使用通信卫星的军用系统有很多，比如MILSTAR系统、DSCS系统、美国的FLTSATCOM以及北约、英国和前苏联的部分卫星系统。印度发射了其第一颗军用通信卫星GSAT-7，该卫星的转发器工作在UHF、F、C and Ku波段。典型的军用卫星一般工作在UHF、SHF (也被称为X波段) 或 EHF (也被称为Ka 波段)等波段。

## 外部連結
- Satellite Industry Association （页面存档备份，存于）
- European Satellite Operators Association （页面存档备份，存于）
- SatMagazine （页面存档备份，存于）